# Veturius arawak
Veturius arawak es una especie de coleóptero de la familia Passalidae.

## Distribución geográfica
Habita en Perú.
- Datos: Q525284
- Especies: Veturius arawak